# Dynastien des Alten Ägypten
In der Geschichte des Alten Ägypten sind Dynastien Reihen von Herrschern, die einen gemeinsamen Ursprung haben. Sie sind normalerweise, aber nicht immer, traditionell in 32 pharaonische Dynastien unterteilt. Diese Dynastien werden von modernen Gelehrten üblicherweise in Königreiche und Zwischenzeiten eingeteilt.
Die ersten 30 Abteilungen stammen vom ägyptischen Priester Manetho aus dem 3. Jahrhundert v. Chr., dessen Aegyptiaca wahrscheinlich für einen griechischsprachigen ptolemäischen Herrscher Ägyptens geschrieben wurde, aber nur in Fragmenten und Zusammenfassungen überlebt. Die Namen der letzten beiden, der kurzlebigen 31. Dynastie und der länger andauernden ptolemäischen Dynastie, sind spätere Prägungen.
Obwohl es weit verbreitet und nützlich ist, hat das System seine Mängel. Einige Dynastien regierten nur einen Teil Ägyptens und existierten gleichzeitig mit anderen Dynastien, die in anderen Städten ansässig waren. Die 7. mag überhaupt nicht existiert haben, die 10. scheint eine Fortsetzung der 9. zu sein und es könnte eine oder mehrere oberägyptische Dynastien vor der sogenannten 1. Dynastie gegeben haben.

## Liste

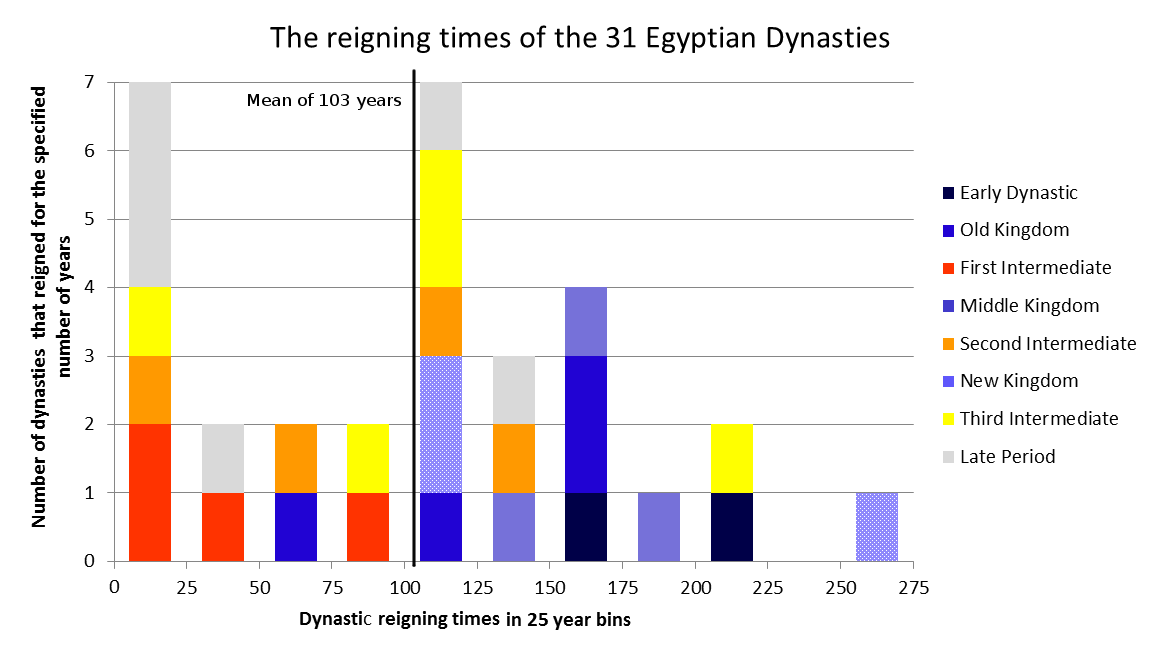
Die 31 vorptolemäischen Dynastien nach der Dauer ihrer Herrschaft (in 25-Jahre-Abschnitten), jede Dynastie ist ein farbiges Kästchen. Die frühen Dynastien und die drei Königreiche sind blau, wobei dunklere Farben älter bedeuten. Zwischenzeiten sind rot, orange und gelb. In Zwischenzeiten und am Ende des Reichs der Mitte konnten mehrere Dynastien gleichzeitig aus verschiedenen Städten regieren. Dynastische Regierungszeiten sind oft sehr ungefähr.

| Dynastie                                                                               | Sitz                                                  | Herrschaftszeitraum     | Herrschaftszeitraum     | Herrschaftszeitraum     | Herrscher               | Herrscher                                     | Herrscher               |
| Dynastie                                                                               | Sitz                                                  | Anfang                  | Ende                    | Dauer                   | Erster Herrscher        | Letzter Herrscher                             | Liste                   |
| Frühdynastische Periode                                                                | Frühdynastische Periode                               | Frühdynastische Periode | Frühdynastische Periode | Frühdynastische Periode | Frühdynastische Periode | Frühdynastische Periode                       | Frühdynastische Periode |
| -------------------------------------------------------------------------------------- | ----------------------------------------------------- | ----------------------- | ----------------------- | ----------------------- | ----------------------- | --------------------------------------------- | ----------------------- |
| 1. Dynastie                                                                            | Thinis                                                | 3100 v. Chr.            | 2900 v. Chr.            | 200 Jahre               | Narmer                  | Qaa                                           | (Liste)                 |
| 2. Dynastie                                                                            | Thinis                                                | 2880 v. Chr.            | 2686 v. Chr.            | 204 Jahre               | Hetepsechemui           | Chasechemui                                   | (Liste)                 |
| Altes Reich                                                                            |                                                       |                         |                         |                         |                         |                                               |                         |
| 3. Dynastie                                                                            | Memphis                                               | 2687 v. Chr.            | 2613 v. Chr.            | 73 Jahre                | Djoser                  | Huni                                          | (Liste)                 |
| 4. Dynastie                                                                            | Memphis                                               | 2613 v. Chr.            | 2494 v. Chr.            | 112 Jahre               | Snofru                  | Schepseskaf oder Thamphthis                   | (Liste)                 |
| 5. Dynastie                                                                            | Memphis                                               | 2494 v. Chr.            | 2345 v. Chr.            | 149 Jahre               | Userkaf                 | Unas                                          | (Liste)                 |
| 6. Dynastie                                                                            | Memphis                                               | 2345 v. Chr.            | 2181 v. Chr.            | 164 Jahre               | Teti II.                | Nemtiemsaef II. oder Neterikare oder Nitokris | (Liste)                 |
| Erste Zwischenzeit                                                                     |                                                       |                         |                         |                         |                         |                                               |                         |
| 7. Dynastie                                                                            | Memphis                                               | Unbekannt               | Unbekannt               | Unbekannt               | Unbekannt               | Unbekannt                                     | (Liste)                 |
| 8. Dynastie                                                                            | Memphis                                               | 2181 v. Chr.            | 2160 v. Chr.            | 21 Jahre                | Neterikare oder Menkare | Neferirkare                                   | (Liste)                 |
| 9. Dynastie                                                                            | Herakleopolis Magna                                   | 2160 v. Chr.            | 2130 v. Chr.            | 30 Jahre                | Meriibre                | Unbekannt                                     | (Liste)                 |
| 10. Dynastie                                                                           | Herakleopolis Magna                                   | 2130 v. Chr.            | 2040 v. Chr.            | 90 Jahre                | Meryhathor              | Unbekannt                                     | (Liste)                 |
| Mittleres Reich                                                                        |                                                       |                         |                         |                         |                         |                                               |                         |
| 11. Dynastie                                                                           | Theben                                                | 2130 v. Chr.            | 1991 v. Chr.            | 139 Jahre               | Antef                   | Mentuhotep IV.                                | (Liste)                 |
| 12. Dynastie                                                                           | Itjtawy                                               | 1991 v. Chr.            | 1802 v. Chr.            | 189 Jahre               | Amenemhet I.            | Nofrusobek                                    | (Liste)                 |
| 13. Dynastie                                                                           | Itjtawy                                               | 1803 v. Chr.            | 1649 v. Chr.            | 154 Jahre               | Sobekhotep II.          | Unbekannt                                     | (Liste)                 |
| Zweite Zwischenzeit                                                                    |                                                       |                         |                         |                         |                         |                                               |                         |
| 14. Dynastie (Kanaaniter)                                                              | Auaris                                                | 1725 v. Chr.            | 1650 v. Chr.            | 75 Jahre                | Jaqebmu                 | Unbekannt                                     | (Liste)                 |
| 15. Dynastie (Hyksos)                                                                  | Auaris                                                | 1650 v. Chr.            | 1550 v. Chr.            | 100 Jahre               | Salitis                 | Chamudi                                       | (Liste)                 |
| Abydos-Dynastie                                                                        | Abydos                                                | 1650 v. Chr.            | 1600 v. Chr.            | 50 Jahre                | Unbekannt               | Unbekannt                                     | (Liste)                 |
| 16. Dynastie                                                                           | Theben oder Auaris                                    | 1649 v. Chr.            | 1582 v. Chr.            | 67 Jahre                | Anather                 | Unbekannt                                     | (Liste)                 |
| 17. Dynastie                                                                           | Theben                                                | 1580 v. Chr.            | 1550 v. Chr.            | 30 Jahre                | Rahotep                 | Kamose                                        | (Liste)                 |
| Neues Reich                                                                            |                                                       |                         |                         |                         |                         |                                               |                         |
| 18. Dynastie                                                                           | Theben und Amarna                                     | 1550 v. Chr.            | 1292 v. Chr.            | 258 Jahre               | Ahmose I.               | Haremhab                                      | (Liste)                 |
| 19. Dynastie                                                                           | Theben und Memphis und Pi-Ramesse                     | 1292 v. Chr.            | 1189 v. Chr.            | 103 Jahre               | Ramses I.               | Tausret                                       | (Liste)                 |
| 20. Dynastie                                                                           | Pi-Ramesse                                            | 1189 v. Chr.            | 1077 v. Chr.            | 112 Jahre               | Sethnacht               | Ramses XI.                                    | (Liste)                 |
| Dritte Zwischenzeit                                                                    |                                                       |                         |                         |                         |                         |                                               |                         |
| 21. Dynastie                                                                           | Tanis                                                 | 1069 v. Chr.            | 943 v. Chr.             | 126 Jahre               | Smendes I.              | Psusennes II.                                 | (Liste)                 |
| 22. Dynastie (Meshwesh)                                                                | Tanis und Bubastis                                    | 943 v. Chr.             | 720 v. Chr.             | 223 Jahre               | Scheschonq I.           | Osorkon IV.                                   | (Liste)                 |
| 23. Dynastie (Meshwesh)                                                                | Herakleopolis Magna oder Hermopolis Magna oder Theben | 837 v. Chr.             | 728 v. Chr.             | 109 Jahre               | Harsiese I.             | Rudamun                                       | (Liste)                 |
| 24. Dynastie                                                                           | Sais                                                  | 732 v. Chr.             | 723 v. Chr.             | 12 Jahre                | Tefnachte               | Bakenrenef                                    | (Liste)                 |
| 25. Dynastie (Meshwesh)                                                                | Memphis und Napata                                    | 744 v. Chr.             | 656 v. Chr.             | 88 Jahre                | Pije                    | Tanotamun                                     | (Liste)                 |
| Spätzeit                                                                               |                                                       |                         |                         |                         |                         |                                               |                         |
| 26. Dynastie                                                                           | Sais                                                  | 664 v. Chr.             | 525 v. Chr.             | 139 Jahre               | Psammetich I.           | Psammetich III.                               | (Liste)                 |
| 27. Dynastie (Perser)                                                                  | Babylon                                               | 525 v. Chr.             | 404 v. Chr.             | 121 Jahre               | Kambyses II.            | Dareios II.                                   | (Liste)                 |
| 28. Dynastie                                                                           | Sais                                                  | 404 v. Chr.             | 398 v. Chr.             | 6 Jahre                 | Amyrtaios               | Amyrtaios                                     | (Liste)                 |
| 29. Dynastie                                                                           | Mendes                                                | 398 v. Chr.             | 380 v. Chr.             | 18 Jahre                | Nepherites I.           | Nepherites II.                                | (Liste)                 |
| 30. Dynastie                                                                           | Sebennytos                                            | 380 v. Chr.             | 343 v. Chr.             | 37 Jahre                | Nektanebos I.           | Nektanebos II.                                | (Liste)                 |
| 31. Dynastie                                                                           | Babylon                                               | 343 v. Chr.             | 332 v. Chr.             | 11 Jahre                | Artaxerxes III.         | Dareios III.                                  | (Liste)                 |
| Griechisch-römische Zeit                                                               |                                                       |                         |                         |                         |                         |                                               |                         |
| Argeaden (Griechisch)                                                                  | Pella                                                 | 332 v. Chr.             | 309 v. Chr.             | 23 Jahre                | Alexander der Große     | Alexander IV. Aigos                           | (Liste)                 |
| Ptolemäer (Griechisch)                                                                 | Alexandria                                            | 305 v. Chr.             | 30 v. Chr.              | 275 Jahre               | Ptolemaios I.           | Ptolemaios XV.                                | (Liste)                 |
| Ägypten wurde 30 v. Chr. in die Römische Republik eingegliedert. (siehe auch Aegyptus) |                                                       |                         |                         |                         |                         |                                               |                         |